# Superunknown
Superunknown es el cuarto álbum del grupo de grunge Soundgarden, lanzado al mercado en 1994 por medio de A&M Records. Fue también el segundo álbum de la banda con Ben Shepherd. Soundgarden comenzó a trabajar en el después de su gira de apoyo de su álbum anterior, Badmotorfinger (1991). Es considerado uno de los álbumes que definió al grunge y que lo elevó a la cima de la popularidad, además de ser el álbum más exitoso de la banda. Fue nominado a un premio Grammy como mejor disco de rock, y es considerado como el álbum más exitoso de su carrera, llegando al primer puesto del Billboard 200 así como a vender 310 000 copias la primera semana que salió a la venta. La versión en vinilo fue lanzada en varios colores: naranja, verde claro (la versión promocional) y azul. La portada del disco muestra a los integrantes del grupo en una versión muy difuminada, y la parte blanca de abajo es el negativo de una foto de un bosque quemándose. Tuvo cinco singles y un EP, algo que ninguna otra banda de grunge había hecho hasta la fecha, y logró seis discos de platino.
En Superunknown, Soundgarden se separó de los clásicos riffs heavy metal al estilo de Led Zeppelin y Black Sabbath y se acercó a un sonido más orientado a la psicodelia (como se puede demostrar en las canciones Half y Head Down).

## Lista de canciones
| #  | Canción                   | Duración | Autores                                 |
| -- | ------------------------- | -------- | --------------------------------------- |
| 01 | "Let Me Drown"            | 3:51     | Chris Cornell                           |
| 02 | "My Wave"                 | 5:11     | Chris Cornell, Kim Thayil               |
| 03 | "Fell on Black Days"      | 4:42     | Chris Cornell                           |
| 04 | "Mailman"                 | 4:25     | Matt Cameron, Chris Cornell             |
| 05 | "Superunknown"            | 5:06     | Chris Cornell, Kim Thayil               |
| 06 | "Head Down"               | 6:08     | Ben Shepherd                            |
| 07 | "Black Hole Sun"          | 5:17     | Chris Cornell                           |
| 08 | "Spoonman"                | 4:06     | Chris Cornell                           |
| 09 | "Limo Wreck"              | 5:47     | Matt Cameron, Chris Cornell, Kim Thayil |
| 10 | "The Day I Tried to Live" | 5:19     | Chris Cornell                           |
| 11 | "Kickstand"               | 1:33     | Chris Cornell, Kim Thayil               |
| 12 | "Fresh Tendrils"          | 4:16     | Matt Cameron, Chris Cornell             |
| 13 | "4th of July"             | 5:08     | Chris Cornell                           |
| 14 | "Half"                    | 2:14     | Ben Shepherd                            |
| 15 | "Like Suicide"            | 7:01     | Chris Cornell                           |
| 16 | "She Likes Surprises"     | 3:16     | Chris Cornell                           |

## Lanzamientos
- "Spoonman"
- "The Day I Tried to Live"
- "Black Hole Sun"
- "My Wave"
- "Fell on Black Days"
- "Songs from the Superunknown"

## Personal
- Chris Cornell - Voz, guitarra rítmica, coros
- Kim Thayil - Guitarra líder
- Ben Shepherd - Bajo; segunda voz (8), batería y percusión (6), voz y guitarra (14)
- Matt Cameron - Batería, coros y percusión; mellotron (4)
- Michael Beinhorn, Soundgarden - Productores
- Jason Corsaro - Ingeniero de sonido
- Adam Kasper - Asistente
- Brendan O'Brien - Mixing
- David Collins - Grabación

## Posiciones en las listas

### Listas Semanales
| Lista (1994)                              | Posición más alta |
| ----------------------------------------- | ----------------- |
| Australia (ARIA)                          | 1                 |
| Australia Alternative Albums (ARIA)       | 1                 |
| Austria (Ö3 Austria)                      | 19                |
| Canadian Albums (The Record)              | 1                 |
| Dinamarca (Hitlisten)                     | 7                 |
| Finnish Albums (Suomen virallinen lista)  | 7                 |
| Países Bajos (Album Top 100)              | 11                |
| European Albums (European Top 100 Albums) | 8                 |
| Francia (SNEP)                            | 26                |
| Alemania (Offizielle Top 100)             | 13                |
| Hungarian Albums (Mahasz)                 | 30                |
| Nueva Zelanda (RMNZ)                      | 1                 |
| Noruega (VG‑lista)                        | 5                 |
| Escocia (Scottish Albums Chart)           | 4                 |
| Suecia (Sverigetopplistan)                | 3                 |
| Suiza (Schweizer Hitparade)               | 9                 |
| Reino Unido (UK Albums Chart)             | 4                 |
| Estados Unidos (Billboard 200)            | 1                 |
| US Cashbox Album Charts                   | 1                 |

| Lista (2014–2015)                | Posición más alta |
| -------------------------------- | ----------------- |
| Bélgica (Ultratop Valonia)       | 138               |
| Italia (FIMI)                    | 87                |
| España (Promusicae)              | 85                |
| US Tastemaker Albums (Billboard) | 12                |
| US Vinyl Albums (Billboard)      | 9                 |

| Lista (2017)                      | Posición más alta |
| --------------------------------- | ----------------- |
| Canadian Albums (Billboard)       | 22                |
| Irlanda (IRMA)                    | 38                |
| Portugal (AFP)                    | 43                |
| US Digital Albums (Billboard)     | 9                 |
| US Hard Rock Albums (Billboard)   | 2                 |
| US Top Catalog Albums (Billboard) | 1                 |
| US Top Rock Albums (Billboard)    | 5                 |

### Listas de fin de año
| Lista (1994)                              | Posición |
| ----------------------------------------- | -------- |
| Australian Albums (ARIA)                  | 20       |
| Canadá (Billboard Canadian Albums)        | 5        |
| Dutch Albums (Album Top 100)              | 62       |
| European Albums (European Top 100 Albums) | 28       |
| German Albums (Offizielle Top 100)        | 24       |
| Icelandic Albums (Tónlist)                | 9        |
| New Zealand Albums (Recorded Music NZ)    | 25       |
| Swedish Albums (Sverigetopplistan)        | 32       |
| UK Albums (OCC)                           | 71       |
| US Billboard 200                          | 19       |

| Lista (1995)     | Posición |
| ---------------- | -------- |
| US Billboard 200 | 88       |